# Zofia Wirtemberska-Oleśnicka
Zofia Wirtemberska-Oleśnicka (ur. 30 maja 1677, zm. 11 listopada 1700 w Pegau) –  księżna oleśnicka.
Zofia Wirtemberska-Oleśnicka była córką Chrystiana Ulryka I (1652–1704) i Anny Elżbiety von Anhalt-Bernburg, córki Christiana II. W 1699 wyszła za mąż za Fryderyka Henryka (księcia Saksonii-Zeitz-Pegau-Neustadt, 1668-1713). 